# إيمانويل دو ميرود
إيمانويل دو ميرود (Emmanuel de Merode) (من مواليد 5 مايو 1970) هو عالم أنثروبولوجيا ومن دعاة حماية البيئة. يشغل منصب مدير منتزه فيرونجا الوطني في جمهورية الكونغو الديمقراطية منذ عام 2008.

## العائلة
وُلد في قرطاج بتونس. وهو الابن الثاني لتشارلز جيوم، أمير ميرود والأميرة هيدويج ماري دي ليني-لاتريمويل. ينتمي والداه إلى اثنتين من أقدم العائلات وأكثرها نفوذًا تاريخيًا في بلجيكا، وهما عائلة "ميرود" (Merode) و"ليني" (Ligne). ينحدر الأب من نسل فيليكس، كونت ميرود، وهو قائد عسكري شاركَ في الثورة البلجيكية عام 1830 وساعدَ في تشكيل أولّ مجلس تشريعي وحكومة بلجيكية. أما والدته فهي من عائلة ليني، وهي عائلة أميرية فرنسية.
لا يستخدم ميرود لقبه الوراثي في السياقات المهنية؛ ومع ذلك، فهو من الناحية القانونية أميرٌ ضمن طبقة النبلاء البلجيكية، وقد مُنح اللقب للعائلة من قبل ملك بلجيكا، ألبرت الأول، في عام 1929.

## النشأة
نشأ إيمانويل مع إخوته خارجَ نيروبي، كينيا ودرس في مدرسة باندا قبل الالتحاق بمدرسة داونسايد وجامعة دورهام، حيث تخرج بدرجة بكالوريوس الآداب عام 1992 حصل على درجة الدكتوراه في الأنثروبولوجيا من كلية لندن الجامعية، بعد أن ركز على قضايا الحفاظ على البيئة في الكونغو. عاش في شرق جمهورية الكونغو الديمقراطية (التي كانت تعرف آنذاك باسم زائير) منذ عام 1993، ويقيم حاليًا في رومانجابو، مقر لمنتزه فيرونجا الوطني.

## الحياة المهنية
عمل ميرود في الحفاظ على الحياة البرية المهددة بالانقراض في وسط وشرق أفريقيا. كان تركيزه الأساسي منصبًا على دعم عمل الحرّاس القائمين على تأمين المناطق المحمية خلال أوقات النزاعات. كان عمله في المقام الأول في المتنزهات الواقعة في شرق جمهورية الكونغو الديمقراطية، حيث عمل على الحفاظ على المتنزهات الوطنية خلال الحرب الأهلية التي استمرت 20 عامًا في البلاد. ميرود هو مؤلف أربعة عشر ورقة علمية ومؤلف مشارك لكتاب فيرونجا: بقاء الحديقة الوطنية الأولى في أفريقيا.
في 1 أغسطس 2008، تم تعيينه مديرًا لمنتزه فيرونجا الوطني من قبل الحكومة الكونغولية. وهو يعيش الآن في مقر الحديقة في رومانجابو، على حدود قطاع الغوريلا الجبلية في الحديقة. يخضع حراس الحديقة البالغ عددهم 680 حراسًا لإشرافه، ويركز جزء كبير من عمله على حماية الحياة البرية في الحديقة، بما في ذلك المجموعات ذات الأهمية البالغة من الغوريلا الجبلية والفيلة والأوكابي والشمبانزي. كان أول إنجاز له هو التوسط في اتفاق بين الحكومة الكونغولية وزعيم المتمردين لوران نكوندا لتجنيب قطاع الغوريلا الجبلية في المنتزه الحرب الأهلية المستمرة وتمكين الحراس الحكوميين من إعادة الانتشار في أراضي المتمردين. أصبح التفاوض على الوضع المحايد لضرورات البيئة والتنمية المستدامة بين الفصائل المتحاربة في شرق الكونغو موضوعًا متكررًا في نهج ميرود لإنشاء متنزه فيرونجا الوطني باعتباره وجودًا مستقرًا في منطقة البحيرات الكبرى المتأثرة بالحرب في إفريقيا.
نظرًا لانعدام الأمن المزمن وتتابع الحروب العنيفة في شرق الكونغو، ركّز ميرود وفريق يضم أكثر من 3000 من دعاة الحفاظ على البيئة وممارسي التنمية جهودهم على مبادرات التنمية الاقتصادية في محاولة واسعة النطاق لتحقيق قدر أكبر من الاستقرار في المنطقة. وفي عام 2013 ساعد في إطلاق تحالف فيرونجا في محاولة لدفع اقتصاد ما بعد الحرب في شرق الكونغو كأداة لبناء السلام في المنطقة. وتعتمد المبادرة على 127 مؤسسة محلية من القطاع الخاص والمجتمع المدني والهيئات الحكومية الملتزمة بالتنمية المستدامة لموارد المتنزهات، من خلال السياحة وكهربة الريف من خلال الطاقة النظيفة ومصايد الأسماك المستدامة والزراعة. ويهدف برنامج رئيسي إلى خلق ما بين 80 إلى 100 ألف فرصة عمل في مجتمعات ما بعد الحرب حول الحديقة، وتوفير بدائل قابلة للتطبيق للشباب والشابات الكونغوليين للانخراط في الأنشطة المرتبطة بالنزاع.
وفي حفل أداء اليمين، قال ميرود: "إن شدة الصراع داخل الحديقة وما حولها تجعل هذا تحديًا شاقًا، ولكن إنه لشرف عظيم أن أعمل جنبًا إلى جنب مع هذا الفريق المتفاني والشجاع من الحراس. لدي ثقة حقيقية في قدرتنا على تأمين مستقبل للحديقة للتأكد من أنها تقدم مساهمة إيجابية في حياة سكان شمال كيفو." تمت تغطية دوره في الحفاظ على إدارة المتنزه خلال تمرد 23 مارس في الفيلم الوثائقي البريطاني الذي رشح لجائزة الأوسكار فيرونجا.
تحدث ميرود عن عمله وعمل حراس فيرونجا في ندوة بمؤتمر TEDxWWF (ضمن سلسلة تيد) بعنوان "قصة الصراع والتجديد والأمل". وتحت قيادته، تم افتتاح حديقة فيرونجا للجمهور مرة أخرى في عام 2014.

## محاولة الاغتيال
في 15 أبريل 2014، أصيب ميرود بجروح خطيرة على يد مسلحين مجهولين خلال كمين نصبه على الطريق بين غوما ورومانجابو، بعد ساعات من اجتماعه مع المدعي العام للولاية. أفيد أنه خلال هذا الاجتماع، قدم ميرود تقريرًا عن التحقيق الذي أجرته الحديقة لمدة 4 سنوات في تصرفات شركة نفط يُزعم أنها تقوم بالتنقيب بشكل غير قانوني عن النفط في حديقة فيرونجا الوطنية. وقد أصيب بعدة رصاصات في صدره وبطنه، لكنه نجا وتمكن من مغادرة مكان الهجوم بمساعدة السكان المحليين. تم إجراء عملية جراحية طارئة في مستشفى محلي في غوما. وأجرت السلطات الكونغولية تحقيقًا قانونيًا في دوافع المهاجمين وهويتهم. ذكرت تقارير إعلامية العديد من المشتبه بهم، بما في ذلك أولئك المتورطون في الإنتاج غير القانوني للفحم، والأشخاص المرتبطين بشركة SOCO International، وهي شركة نفط بريطانية تعمل في التنقيب عن النفط في الحديقة الوطنية، ومعارضي أنشطة إنفاذ القانون في الحديقة، والسكان المحليين الساخطين، وأولئك الذين شاركوا في صراعات للسيطرة على أراضي المتنزهات، بما في ذلك، في ذلك الوقت، فصائل القوات الديمقراطية لتحرير رواندا والجيش الكونغولي.
عاد ميرود إلى حديقة فيرونجا الوطنية في 22 مايو 2014 لاستئناف مهامه كمدير للحديقة.

## الحياة الشخصية
تزوج من لويز ليكي في عام 2003، وهي عالمة حفريات من كينيا. لديهم ابنتان:
- سييا دو ميرود (Seiyia de Merode) (مواليد 2004)
- أليكسيا ميف دو ميرود (Alexia Maeve de Merode) (مواليد 2006)[23]

## الإنجازات والتكريمات
حصل ميرود على العديد من الجوائز الدولية. من بين أمور أخرى، بما في ذلك التكريم من قبل فيليب، ملك بلجيكا، ألبير الأول، أمير موناكو، الأمير ويليام، دوق كامبريدج، والأميرة ماري إزميرالدا، أميرة بلجيكا.

### أكاديميًا
- دكتوراه الفلسفة – الأنثروبولوجيا البيولوجية. كلية لندن الجامعية[26]
- دكتوراه فخرية في القانون – جامعة هاسيلت .[27][28]
- دكتوراه في الآداب الإنسانية – جامعة ستوني بروك، 2017.[29]

### الأوسمة

#### الأوسمة الوطنية
- بلجيكا: رتبة ضابط كبير - وسام ليوبولد[بحاجة لمصدر]
- المملكة المتحدة: ضابط فخري من رتبة الإمبراطورية البريطانية, 2019[30]

### التكريم الدولي
- جائزة تاسك للحفظ في أفريقيا 2015.[31]
- جائزة ناشيونال جيوغرافيك إكسبلورر للعام، 2015.[32]
- جائزة التنوع البيولوجي لمؤسسة الأمير ألبرت الثاني أمير موناكو[33]
- جائزة ألبرت شفايتزر[34]
- جمعية علم الحيوان في لندن للمحافظة على البيئة[35]
- جائزة فرانكلين د. روزفلت للتحرر من العوز (جائزة الحريات الأربع)[36]

## مؤلفات مختارة

### بالإنجليزية
- Protected areas and local livelihoods: contrasting systems of wildlife management in the Democratic Republic of Congo (رسالة دكتوراه)
- Wild resources and livelihoods of poor households in Democratic Republic of Congo (مع Katherine Homewood و Guy Cowlishaw)
- Virunga: The Survival of Africa's First National Park, Tielt, Lanoo, 2009. ISBN 978-90-209-6562-9 (مع Marc Languy)
- The spatial correlates of wildlife distribution around Garamba National Park, Democratic Republic of Congo (مع آخرين)

### بالفرنسية:
- Parc National des Virunga: Survie du premier parc d'Afrique, Racine Lannoo, 2006 ISBN 90-209-6561-1. (مع Marc Languy)